# Luis Alberto Lacalle
Pour les articles homonymes, voir Lacalle et Herrera.
 (octobre 2015).
Si vous disposez d'ouvrages ou d'articles de référence ou si vous connaissez des sites web de qualité traitant du thème abordé ici, merci de compléter l'article en donnant les références utiles à sa vérifiabilité et en les liant à la section « Notes et références ».
Luis Alberto Lacalle Herrera (né le 13 juillet 1941 à Montevideo) est un homme d'État uruguayen. Membre du Parti national (tendance herreriste), il est président de la République de 1990 à 1995. 

## Biographie

### Famille
En 1970, il épouse María Julia Pou Brito del Pino (née en 1947) dont il a trois enfants : Pilar, Luis, président de la République d’Uruguay depuis 2020, et Juan José.

### Carrière
Avocat de profession, il est élu président de la République le 26 novembre 1989 et entre en fonction le 1er mars 1990. Il met en place une politique néolibérale et signe le traité d'Asuncion qui crée le Mercosur. 
Lors des manifestations du 24 août 1994 devant l'hôpital Filtro, il est jugé responsable de la mort de deux manifestants, tués par la police tirant à balles réelles.
En 2008, il crée l'Unité nationale, tendance du Parti national (blanco), qui regroupe l'herrerisme et le courant wilsoniste. Candidat du Parti national pour la présidentielle de 2009, il est battu au second tour, le 29 novembre 2009, par le candidat du Front large, José Mujica. Il est toutefois élu sénateur sur les listes de l'Unité nationale du Parti national.
Luis Alberto Lacalle est membre honoraire du Club de Rome.